# 田村源太郎 (1881年生の醸造家)
田村 源太郎（たむら げんたろう、前名・治郎吉、1881年〈明治14年〉9月15日 - 没年不明）は、日本の商人（肥料商）、醸造家、実業家、地主、鳥取県多額納税者。

## 経歴
鳥取県西伯郡米子町（現・米子市）出身。田村源太郎の長男。家業は肥料及び酒類醸造業を営む。1926年、家督を相続し、前名・治郎吉を改める。中国貯蓄銀行、中国興業銀行、米子共立検番各取締役などをつとめる。

## 人物
貴族院多額納税者議員選挙の互選資格を有する。住所は米子市糀町2丁目。

## 家族・親族
田村家
- 祖父・芳太郎[11]（肥料商、醸造家）
- 父・源太郎[7]（1855年 - 1926年、肥料商、醸造家、米子町会議員） - 米子有数の豪商である[10]。
- 母・すか（1855年 - ?、鳥取、名島平次郎の二女）[7]
- 妻・あさ（1883年 - ?、鳥取、角田九郎の妹）[7]
- 男・純一[7]（1907年 - ?、久米桜酒造会長）
- 孫・健治（1930年 - 2014年、久米桜酒造会長）

親戚
- 角田九郎[7]（鳥取県多額納税者、商業）
- 名島嘉吉郎（鳥取県多額納税者、名和川屋、醤油醸造、砂糖綛糸卸売業）